# Кокорев, Александр Михайлович
Алекса́ндр Миха́йлович Ко́корев (16 марта 1954, Москва, РСФСР, СССР) — советский футболист, защитник. Мастер спорта СССР (1974).

## Карьера
Воспитанник ДЮСШ «Спартак» (Москва).
Начал карьеру во взрослой команде московского «Спартака» в сезоне 1972 года. Играл в команде почти всю свою карьеру до 1981 года, во всех соревнованиях провёл 110 матчей, забил 5 мячей. Потом в сезонах 1981—1982 годах играл за алма-атинский «Кайрат», а также московские клубы «Локомотив» и «Москвич».
После завершения карьеры работал старшим преподавателем кафедры физкультуры МВТУ, тренер сборной МВТУ (1982—1994).

## Достижения
- Чемпион СССР (1979)
- Серебряный призёр чемпионата СССР (1974)